# ادروی، تگزاس
ادروی (به انگلیسی: Edroy) یک منطقهٔ مسکونی در ایالات متحده آمریکا است که در شهرستان سن پاتریسیو، تگزاس واقع شده‌است. ادروی ۵٫۴ کیلومتر مربع مساحت و ۳۳۱ نفر جمعیت دارد و ۲۹ متر بالاتر از سطح دریا واقع شده‌است.